# Milan Mandarić

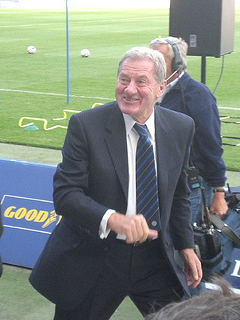
Milan Mandarić

Milan Mandarić (serbokroatisch-kyrillisch Милан Мандарић; * 5. September 1938 in Vrebac in der Lika, Jugoslawien, heute Kroatien) ist ein serbisch-amerikanischer Geschäftsmann und Multimillionär.

## Leben
Aufgewachsen in Novi Sad übernahm er mit 21 Jahren den Maschinenhandel seines Vaters und machte ihn in nur fünf Jahren zum größten Privatunternehmen des damaligen Jugoslawiens. Als die Regierung Titos begann, dem Unternehmer das Leben schwer zu machen, wanderte er 1969 in die USA aus. Dort gründete er die Lika Corporation, welche schon nach fünf Jahren zum größten Hersteller von Computer-Komponenten in den USA werden sollte. Mandarić übersiedelte daraufhin mit anderen Pionieren an die Bucht von San Francisco und war damit einer der Mitbegründer des Hightech-Zentrums Silicon Valley.
Im Jahr 1980 verkaufte er Lika an den Computerkonzern Tandy und gründete den Telekommunikations-Ausrüster Sanmina, später neben Flextronics und Tyco einer der weltweit größten Auftragshersteller. Anfang der 1990er Jahre beteiligte sich Mandarić zudem an der Investmentgesellschaft Behrman Capital.

## Sportinvestor
USA
In den USA begann er sich als Geschäftsmann im Fußball zu engagieren; 1974 kaufte er den NASL-Club San Jose Earthquakes und war an den Transfers von George Best, Bobby Moore und Pelé in die USA beteiligt. 1977 erwarb er die Connecticut Bicentennials, siedelte sie nach Oakland um und benannte sie dort in Oakland Stompers um. Oakland spielte 1978 ein Jahr in der NASL, bevor Mandarić sie nach Edmonton verkaufte, wo sie fortan als Edmonton Drillers spielten.
Doch die North American Soccer League brach 1984 zusammen und Mandaric beschloss, sein Glück in Europa zu versuchen.
Europa
Er kaufte und verkaufte Anteile an Standard Lüttich, Sporting Charleroi und OGC Nizza, bevor er beschloss, einen britischen Verein zukaufen, und 1998 Portsmouth für 5 Millionen Pfund übernahm.
FC Portsmouth
Von 1998 bis 2006 war der fußballbegeisterte Geschäftsmann Präsident und Eigentümer des englischen Fußballvereins FC Portsmouth, den er 2006 in zwei Raten gewinnbringend an den russisch-französisch-israelischen Geschäftsmann Alexandre Gaydamak verkaufte.
Leicester City
Seit Februar 2007 war er bis 2010 Präsident und Mehrheitsaktionär des englischen Fußballvereins Leicester City.
Am 28. November 2007 wurde Mandarić im Rahmen von Ermittlungen wegen Korruptions- und Betrugsverdachts, die im Zusammenhang mit seiner Funktion als Vorsitzender des FC Portsmouth im Jahr 2005 stehen, festgenommen und tags darauf wieder auf freien Fuß gelassen.
Während der letzten Saison wurde berichtet, dass Mandarić dem Verkauf von Leicester City an ein Konsortium thailändischer Geschäftsleute zugestimmt hatte, aber diese Berichte wurden von Vereinsvertretern schnell dementiert. Nur wenige Wochen später verkaufte er den Verein jedoch für 40 Millionen £ an den thailändischen Geschäftsmann Vichai Raksriaksorn und dessen Sohn Aiyawatt. Später stellte sich heraus, dass Mandarić ein Anteilseigner des Konsortiums war, und er wurde erneut zum Vorsitzenden ernannt.
Sheffield Wednesday
Am 29. November 2010 übernahm Mandarić Sheffield Wednesday. Der Kauf wurde nach einer außerordentlichen Hauptversammlung der Aktionäre von Sheffield Wednesday am 14. Dezember 2010 abgeschlossen, bei der 99,7 % der Aktionäre für den Verkauf des Unternehmens an Mandarićs UK Football Investments für 1 £ stimmten. Mandarić hatte sich bereit erklärt, die ausstehenden Schulden von 30 Millionen £ des Vereins als Teil des weitgehend vertraulichen Geschäfts zu begleichen. Er handelte Vergleiche mit einer Reihe von Gläubigern des Vereins aus, darunter eine Vereinbarung über die Zahlung von 7 Mio. £ der 23 Mio. £ an die Co-op Bank und eine Vereinbarung über die Zahlung von 1,5 Mio. £ der 2,4 Mio. £, die den fünf Direktoren des Vereins geschuldet wurden.
Mandarić trat auch als Vorsitzender von Leicester City zurück, da er nach den Regeln der Football League nicht Vorsitzender von zwei verschiedenen Vereinen sein durfte.
Während seiner Zeit als Eigentümer schaffte Wednesday 2012 den Aufstieg von der League One in die Championship.
2014 stimmte Mandarić zu, den Verein an den aserbaidschanischen Geschäftsmann Hafiz Mammadov zu verkaufen, was jedoch scheiterte, und im Januar 2015 schloss Mandarić einen Vertrag über den Verkauf des Klubs an den thailändischen Geschäftsmann Dejphon Chansiri für 30 Millionen £ ab, eine Summe, die auch Geld zur Begleichung der Schulden des Klubs enthielt.